# Грабівці (Жмеринський район)
Гра́бівці (до 2016 — Червоне) — село в Україні, у Копайгородській селищній громаді Жмеринського району Вінницької області.

## Населення

### Мова
Розподіл населення за рідною мовою за даними перепису 2001 року:
| Мова       | Кількість | Відсоток |
| ---------- | --------- | -------- |
| українська | 567       | 99.13%   |
| російська  | 5         | 0.87%    |
| Усього     | 572       | 100%     |

## Історія
Наскільки відомо з архівних джерел, Грабівці належать до найдавніших поселень Поділля, а тому й сьогодні місцеві мешканці знаходять час від часу кам'яні знаряддя праці наших предків. Це свідчить про те, що селище існувало тут ще за часів кам'яної доби.
За 2 км від села, у напрямку на село Кацмазову — давньоруське городище Х століття. Розміщено на високому місці, на березі річки Гнилої. Є мисовим укріпленням розміром 78 на 67 метрів з валом по мериметру. Городище дещо пошкоджене річкою Гнилою. Найбільш повно вал зберігся з напільного боку. На південь від городища — селище.(http://www.zamky.com.ua/vinnytska-oblast/arheologiya-ta-starodavnya-istoriya-barskogo-rajonu/#i-23)
Ю. Й. Сецинский История церквей и приходов Подольской губернии. Третий благочинный округ (1909 г.): «Грабовцы от м. Копайгорода в 7 верстах и от такой же ж.д. станции по Новоселецкой линии в 12 верстах. Село расположено на покатости, у местности здоровой, с суглинистой почвою. В исторических документах оно упоминается в перечне сел. 1599 г. и принанадлежало Ивану Грабовецкому, который получил его от Замойского. В последнее время Грабовцы составляли собственность Левицких. В настоящее время часть (500 дес.) принадлежит Андрею Ивановичу Вишневскому, а часть (496 дес.) Марии Ивановне Прибыльской. Население состоит из крестьян-малоросов; между ними есть 25 д. мещан и 42 д. бувших одноверцев. Православных в приходе 498 м и 479 ж.; главное их занятие — земледелие. Приходская Свято-Покровская церков построєна в 1728 г.; она деревянная, на каменном фундаменте, трехкупольная с отельною; іконостас — четырехярусный. Церковной земли: усад. 2 д. 2020 с., пах. и сен. с кустар. 48 д. 332 с., а всего 45 д. 2353 с. Прочие постройки сооружены в 1888—1892 гг. Церк.-приход. школа существует с 1863 г. и с этого же времени помещается в собственном не совсем удобном здании».
Минали століття, змінювались історичні епохи. Значних змін зазнавали і Грабівці. Були вони під владою Литви і Польщі, бачили турецьку неволю, сповна відчули гніт російського панування. Кріпацтво, панщина, важка доля селянства — усе це викликало антифеодальну боротьбу, участь у якій брали селяни Грабівців. Кажуть, що його мешканці поповнювали Кармелюкові загони народних месників. З ім'ям ватажка пов'язана легенда про Кармелюкову криницю, кришталеве джерело якої знаходиться поблизу цього села. В період боротьби Кармелюк начебто заховав скарби, які народні месники відбирали у багатіїв.
«Кармелюкова криниця. Легенда Поділля»
Відколи себе пам'ятаю, то завжди знав, що в лісі біля села є загадкова Кармелюкова криничка. Цікаво було знати і про самого Кармелюка. Коли підріс, любив довгими зимовими вечорами слухати дідусеві розповіді про село, людей, їхні долі. Одного разу дідусь розповів мені про народного месника, борця за волю Устима Кармелюка та його друзів. Нелегким це був період в історії. Не зміг стерпіти наруги над собою і людьми, підняв хлопців на боротьбу з панами. Існує думка, що в наших лісах і находився табір повстанців. І тут над невеличкою річечкою знайшли вони джерело, розчистили, обмурували. А коли почалося за ними гоніння, то народні месники закопали в пагорбі неподалік численні скарби, награбовані в багачів. А криничка мала слугувати своєрідним знаком для повстанців, які розділилися на групи і пішли врізнобіч, втікаючи від переслідувань. Пройшли роки, загадкова криниця напуває перехожих прохолодною і смачною водою, а земля зберігає в собі віковічні таємниці.
(Кармелюкова криничка. Записано у селі Грабівцях Барського району від Греська П. П. (1941 року народження) 2009 року.
Пережило й село революційні події 1917 року, зазнало колективізацію і голодомор 33-го, відправляло своїх синів на бій з фашистами. 133 жителя Грабівців покинули свої домівки назавжди, а сьогодні їхні імена викарбувано на сільському обеліску.
Закінчилась війна і селяни взялись за відбудову. У 1949 році відкрили сільську бібліотеку. Хоча ще у 1921 році тут працювала школа і хата-читальня.
21 грудня 1949 року з'явився новий заклад — сільська книгозбірня. Її фонд починався з 50 примірників, згодом становив 2,5 тисячі. Багато в поповненні літератури допомагали односельчани, які приносили в дарунок власні книги. У період з березня 1953 по кінець травня 1968 років Червонівський колгосп ім. Горького придбав для бібліотеки 1725 книг. Близько тридцяти років тут працювала Павліна Степанівна Фрецюк. Вона закінчила Тульчинське училище культури. 25.07.1984 року «за довголітню добросовісну працю від імені Президії Верховної Ради СРСР рішенням Вінницької обласної Ради народних депутатів нагороджена медаллю „Ветеран праці“».
У 1957 збудували першу в районі електростанцію. У 50-х місцеве господарство було мільйонером — мало прибутки і з поля, і з ферми, і з саду. На жаль, негативною виявилася стратегія укрупнення колгоспів, як це практикувалось впродовж 60-х років. Саме тоді Червоне (тодішня назва Грабівців) увійшло до складу одного великого господарства і стало бригадним.
1990 рік місцеві селяни вважають переломним. Колгосп очолив Микола Вовк і, здавалося б, безперспективне село отримало друге життя. Агрофірма «Колос» була одною з найпотужніших підприємств області. За роки його господарювання було повністю оновлено машино-тракторний парк, збудовано склади для зерна та хімічних засобів, два гаражі, зведено 5 будинків для молодих спеціалістів, прокладено 6 кілометрів доріг з твердим покриттям, працювала своя пекарня, цех по виробництву сиру «Косичка», дитячий садочок «Берізка», школа, відділення зв'язку, відділення Ощадбанку, клуб та бібліотека.
19 травня 2016 року Верховна Рада підтримала перейменування села Червоне на Грабівці. 3 червня 2016 року перейменування набуло чинності.
12 червня 2020 року, відповідно до Розпорядження Кабінету Міністрів України № 707-р «Про визначення адміністративних центрів та затвердження територій територіальних громад Вінницької області», увійшло до складу Копайгородської селищної громади.
19 липня 2020 року, в результаті адміністративно-територіальної реформи та ліквідації Барського району, село увійшло до складу Жмеринського району.
Народна поетеса.
Андрух Наталя Іванівна — (5 грудня 1936 р — 11 липня 2006 р.). Народилась в с. Церівка Ново-Айдарського р-ну Донецької обл. в учительській сім'ї. Закінчила Могилів-Подільський технікум торгівлі. Освоювала цілинні землі в Казахстані. Згодом з сім'єю повернулася на Поділля. Працювала в буряківничій ланці колгоспу с. Червоне Барського р-ну. Автор збірки «Солов'ї на криниці» (1991).

## Легенди села
Багате село на водні джерела . Кожне з них оповите загадковими легендами та переказами, які можна почути від людей похилого віку, старожилів. На окраїнах села Грабівці попід вербами тече річка Гнила. Колись у цьому місці було дві кринички. Люди, щоб утамувати спрагу, ходили туди по воду стежками через поле. Старожили розповідають про цілющі властивості води. Навіть у церковних архівах за 1700 р. є згадка про ці криниці, що знаходилися на приватній території місцевої поміщиці, яка, за переказами, була дуже доброю. Так, вона задарма віддала кріпакам землі, розміщені в горбистій місцевості, на яких селяни змогли обладнати свої власні господарства. Коли люди робили стежки через поля до криничок, не забороняла їм того. Ця частина села досі має назву Галівка, на честь поміщиці Галі. За різними даними, панна Галя чи то продала, чи то віддала як придане ці поля за дочку панові Богуцькому. Пан виявився не таким поблажливим і наказав засипати кринички гноєм, щоб селяни не топтали стежок через його поля до цілющої води. Та цей страшний гріх не минув для пана просто так. За гріхи батька розплатилася його донька, яка з тих пір скалічіла. Можливо, пан би й не пов'язав це з засипаними криничками, та бідні батьки шукали допомоги звідусіль. Тоді одна знахарка сказала йому про великий гріх, який він учинив, засипавши чудодійні кринички. Тож поки кринички не будуть почищені, дитина не одужає. Після відвідин знахарки пан наказав почистити кринички. Їх освятили і поставили біля них хрест. А невдовзі сталося диво: донька пана одужала. До цього часу в селі побутує вислів: «Кринички біля Хреста». У ХХ ст., коли розпочалася меліорація, кринички закрили бетонними плитами, поставили труби і відвели їх на 15 м нижче. Нову криницю обмурували. Здавалося б, зробили все правильно, але вода там чомусь «цвіте». А джерело трохи нижче знову з‘явилося. За меліорацію відповідав один чоловік; і можливо, це лише збіг обставин, та з тих пір багато горя сталося в його сім'ї… Існує легенда про чудодійне джерело, яке знаходиться між Гораєм і Хринівкою, на межі полів. Легенди розповідають, що на тому місці була церква, яка чомусь пішла під землю, а натомість з‘явилося джерело, з якого сильно б‘є вода. Люди вірять у чудодійні властивості джерела, тому, коли приходили до нього на свята, кидали туди гроші. Місцеві діти, котрі пасли худобу біля джерела, з радістю збирали монети, які воно викидало разом з піском. Люди вірили, що джерело має чудодійні властивості. Тому той, хто погано бачить, повинен удосвіта піти до джерела й вмити очі, щоб бути здоровішим. Також розповідають, що на великі церковні свята з джерела чути церковний дзвін. Жителі села Грабівці зберігають цікаву легенду про так звану Кармелюкову криничку. Називають цю криничку Кармелюковою, мабуть, недарма, адже має вона цікаву історію. Легенда розповідає, що викопав її тут сам знаменитий народний месник Устим Кармелюк, який, за переказами, у ті далекі часи бував у наших лісах зі своїми товаришами (ще донедавна тут стояли густі, з віковічними деревами ліси). Ліс біля кринички отримав назву «Митниця», оскільки саме тут розташовувалася Кармелюкова «база». По одну сторону були стайні з кіньми, росли насаджені плодові дерева (навіть зараз, випасаючи худобу, люди збирають з уже здичавілих яблуньок кисло-солодкі яблучка). Там же була ще одна криничка, з якої напували худобу, та зараз вона уже висохла, і від неї залишився лише слід. По іншу ж сторону, як уже зазначалося, була викопана криничка, воду з якої люди п'ють досі. Сама криничка овіяна легендами; кажуть, що Кармелюк там заховав награбовані в панів скарби. Та минули часи, криничку підмурував місцевий лісник, а скарбів ніхто не шукав. Лише місцеві діти на уроках історії, мрійливо дивлячись у вікно, уявляють оте казкове Кармелюкове багатство. У пам‘ять про далекі часи нащадки нарекли чудову криничку, яка зосталася німим свідком тих подій, Кармелюковою.

## Пам'ятки
У селі є пам'ятки:
- Пам'ятник 131 воїну-односельчанину, загиблому на фронтах Великої Вітчизняної війни[5], 1967. Пам'ятка розташована біля школи.

## Люди
- Посполитак Корній Сидорович (1916—1979) — український радянський скульптор.

- Мельник Валерій Сергійович (24.01.1952 - 10.08.2007) — математик і кібернетик, доктор фізико-математичних наук, професор, член-кореспондент НАН України.

В селі проживала народна поетеса Андрух Наталія Іванівна, кавалер Ордена Слави ІІІ ступеня, автор збірки «Солов'ї на криниці» (1991).

## Галерея

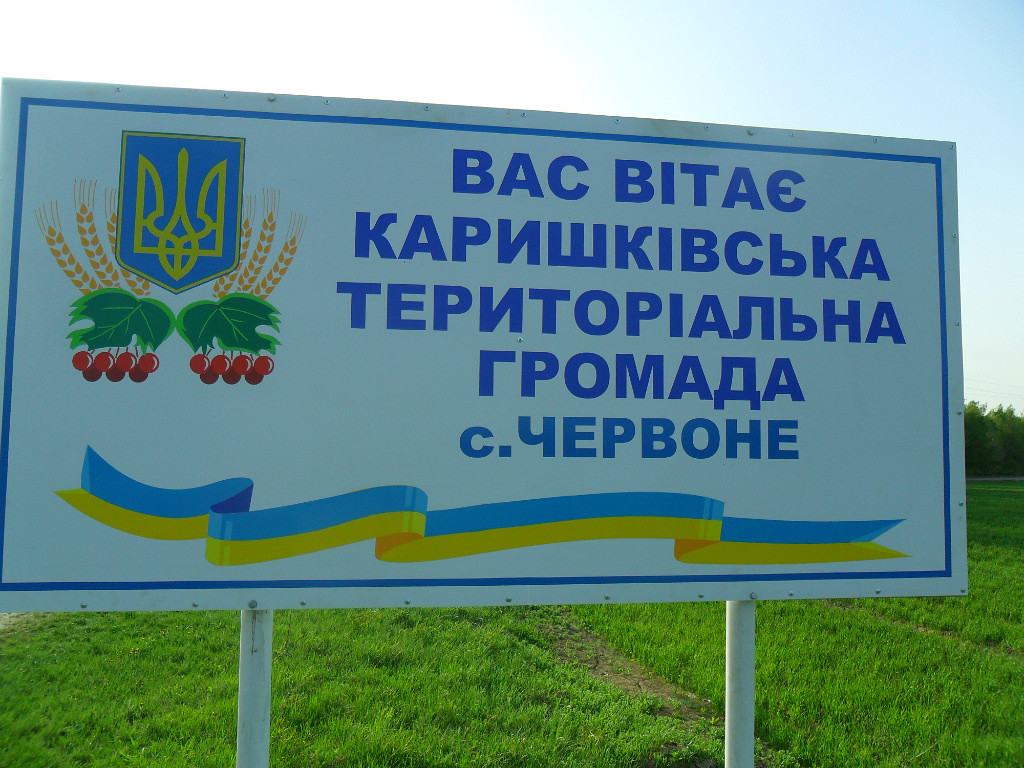
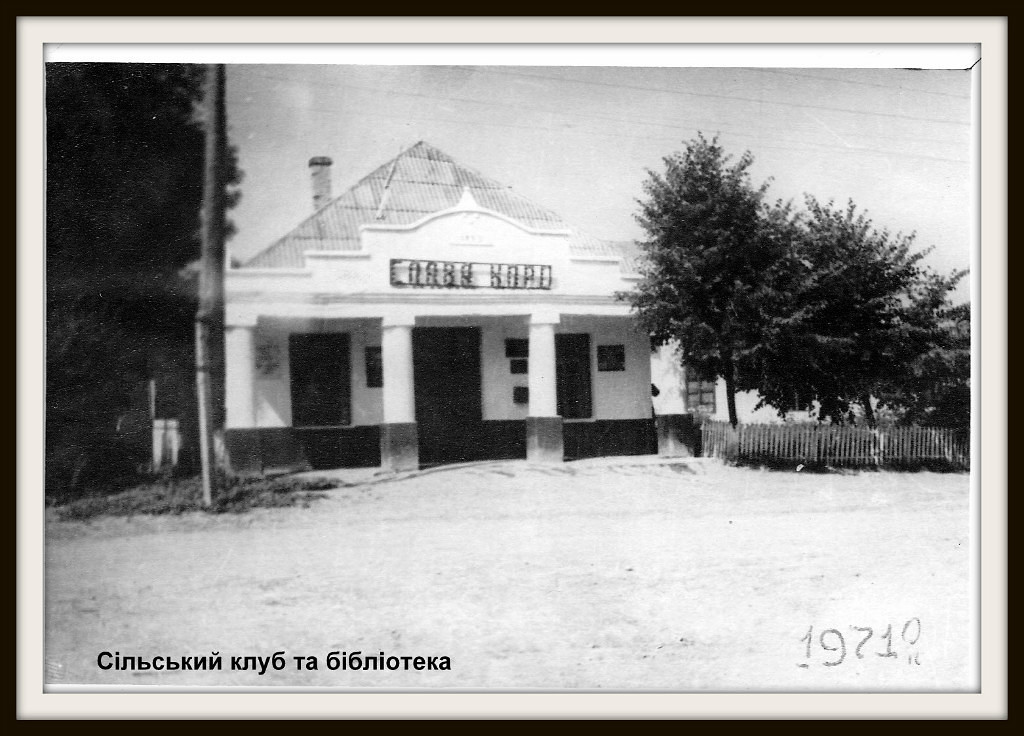
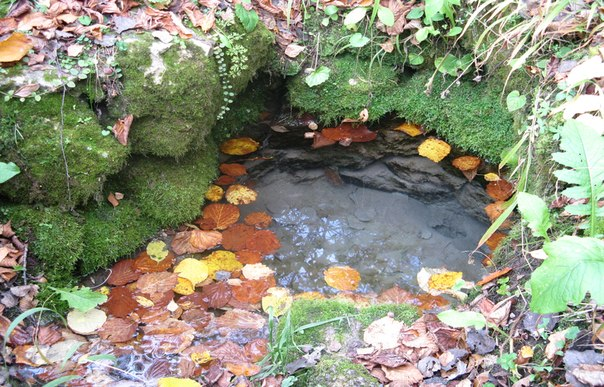
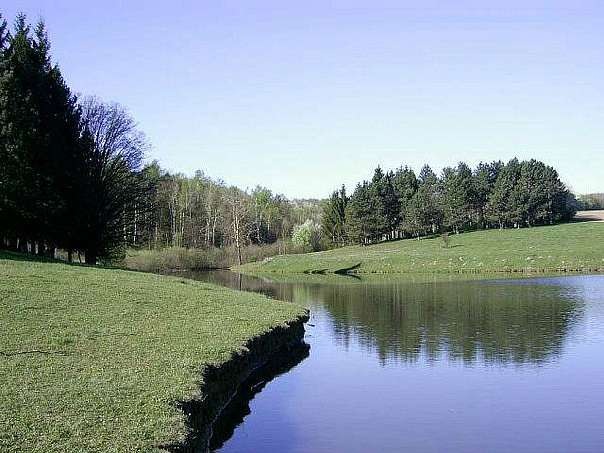
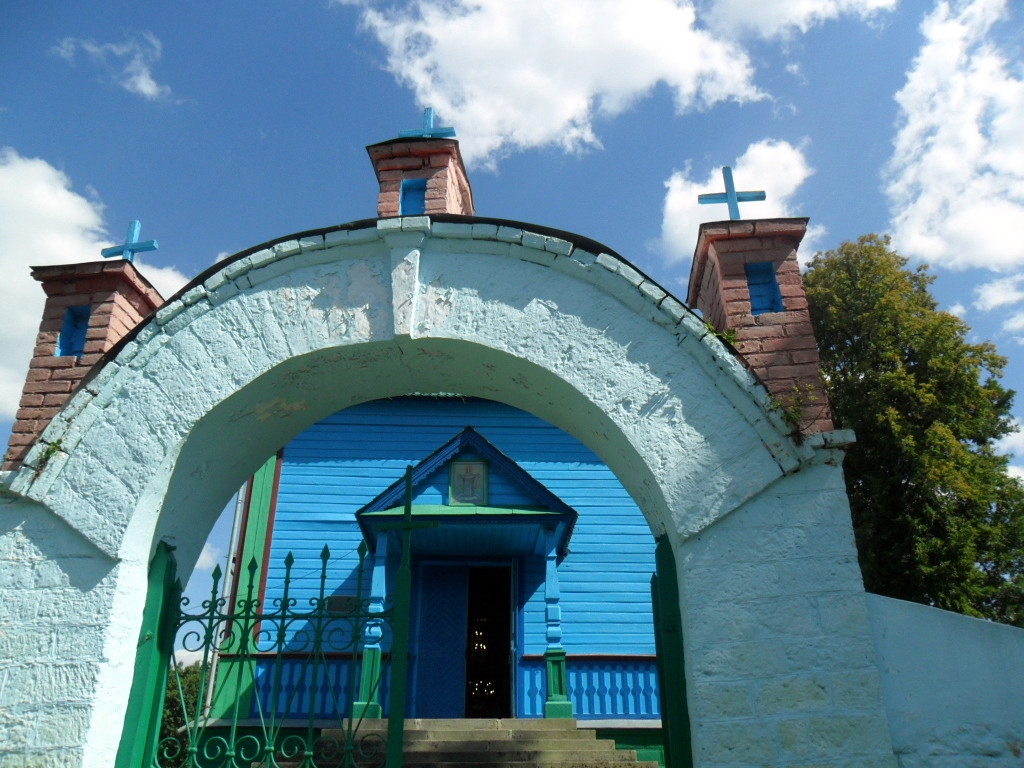
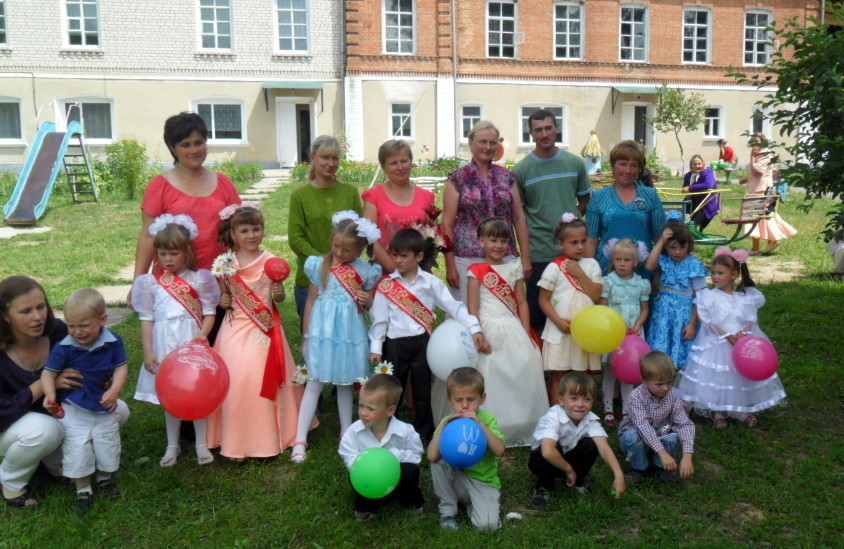
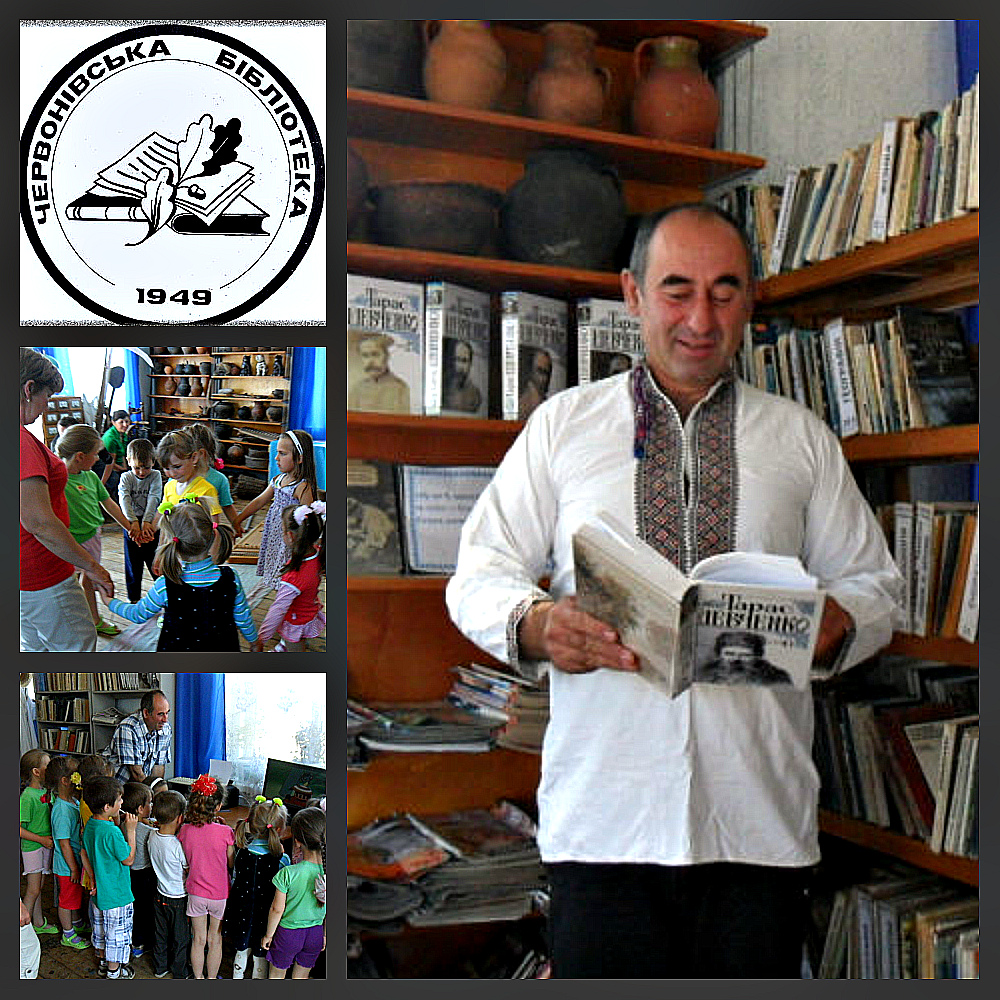